# Павлопулос, Николаос
Николаос Павлопулос (греч. Νικόλαος Παυλόπουλος), более известный как Николас (греч. Νικόλας; 13 декабря 1909, Айос-Еорьос-Нилиас — 10 октября 1990, Афины) — греческий скульптор и гравёр.

## Биография
Николас родился в селе Айос-Еорьос-Нилиас в 1909 году. Его отец был резчиком по дереву и работал в основном с церковной утварью и мебелью. У своего отца Николас получил первые навыки.
В свои школьные годы в Волосе увлекался каллиграфией, музыкой и театром. В 1928 году поступил учиться в драматическую школу Волоса, основанную в том же году на базе Греческой консерватории и по окончании драматической школы в 1929 году отправился в Афины. Первоначальной целью была театральная карьера. Но впоследствии поступил в Школу изящных искусств, где учился у Томопулоса в период 1929—1935 годов. Ещё будучи студентом, получил несколько наград за свои скульптуры.
В 1935 году, получив стипендию, уехал в Италию, но в том же году, по семейным обстоятельствам вернулся в Грецию.
Вернулся в Волос, где заказы на его работы были небольшими.
В 1936 году принял участие в нескольких выставках в Греции и международной выставке гравюры в Чехословакии.
В 1937 году принял участие в международных выставках гравюры в Лейпциге и Сантьяго, Чили.
Не смотря на обилие выставок, в которых Николас принимал участие, заказов на работы он получает мало, что привело к серьёзным финансовым проблемам.
В 1940 году принял участие в выставке гравюры в Токио.

## Оккупация
В годы тройной германо-итало-болгарской оккупации Греции Николас не принимал участие в Сопротивлении. Решая свои финансовые проблемы, он продолжал работать, принимая участие в немногочисленных выставках. Тогда и состоялся эпизод, который запятнал его на всю оставшуюся жизнь. Оккупационные власти заказали ему портрет Гитлера (скульптурный портрет размером 20 × 20 см). Работа была отправлена на 2-ю Всегреческую профессиональную выставку в Археологический музей в Афинах, но комитет выставки отверг её как плохое искусство.
Событие вызвало всеобщее возмущение против Николаса, который оправдывался, что пошёл на этот шаг из-за финансовой нужды. Это событие вынудило его уехать из Волоса в Афины, сразу же после освобождения греческой столицы партизанами ЭЛАС в 1944 году. В развернувшихся боевых действиях в декабре 1944 года, между ЭЛАС и британскими войсками, Николас был арестован партизанами ЭЛАС, за укрытие британских солдат, и чудом избежал расстрела.

## Послевоенные годы

Памятник Фемистокла на набережной адмирала Миаулиса в Пирее

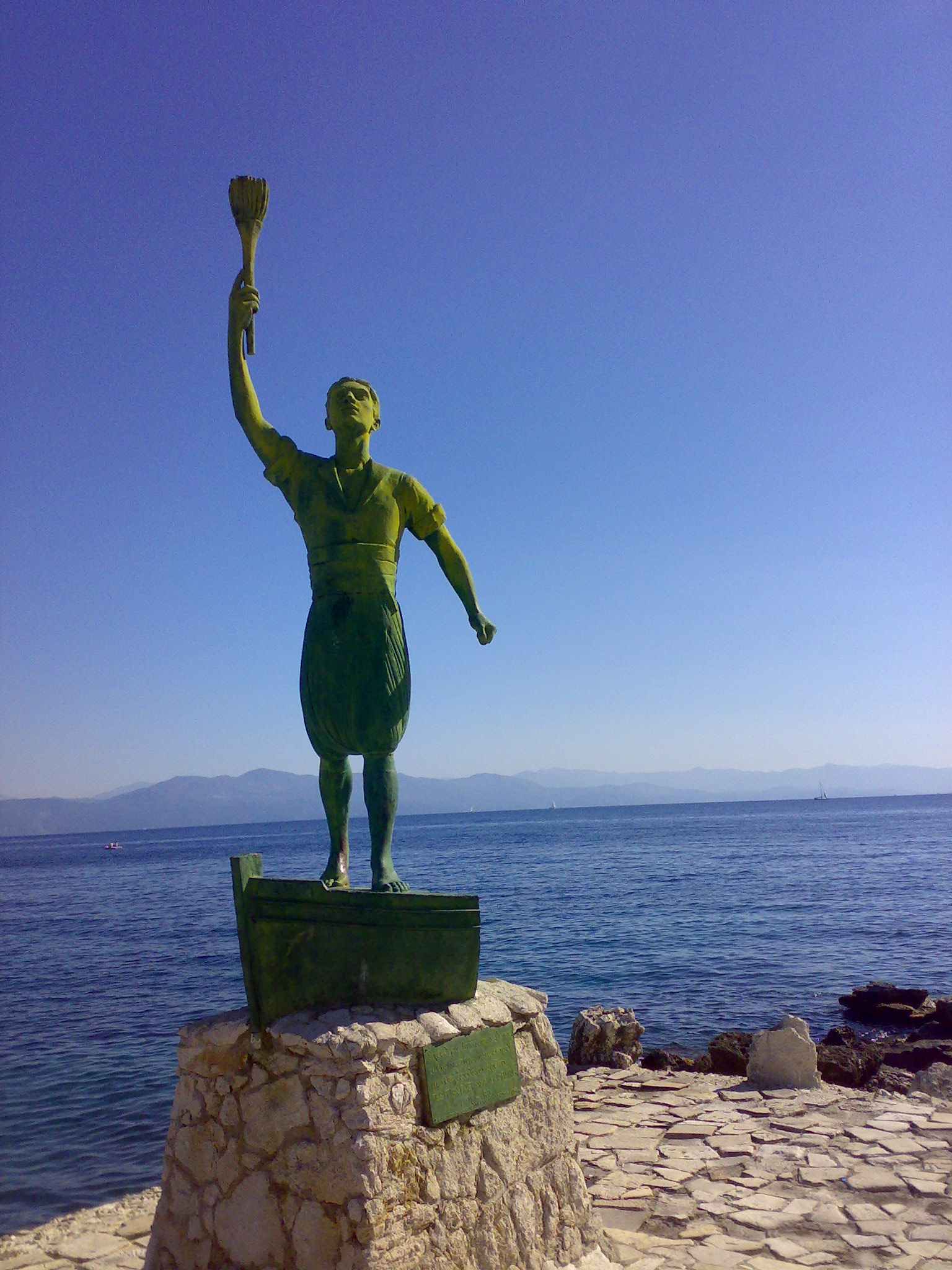
Памятник Анемоянниса на острове Паксос

Скульптура «Купальщица» (1969), «фонтан Афродиты», площадь Белой башни, Салоники

В 1945 году Николас был исключён из Союза художников Греции за работу «Бюст Гитлера». В том же году он принял участие в международной выставке во Флоренции.
В 1948 году Николас окончательно поселяется в Афинах и постепенно отказывается от живописи и гравюры, и обращается к скульптуре из-за увеличения заказов. Он работает с деревом, мрамором и терракотой, а позже добавляется медь. Получает множество заказов и в 1953 году принимает участие в международной выставке скульптуры в Брюсселе.
1950-е годы ознаменовались для скульптора большим числом государственных заказов на памятники и мемориалы в разных городах Греции.
В 1958 году, получив стипендию итальянского правительства, работал в городах Рим, Флоренция и Неаполь.
Принимал участие в международных выставках гравюры в Париже (1961) и Лондоне (1962), а также в международной выставке скульптуры в Токио (1963).
В 1972 году получил бронзовую медаль на ежегодной международной выставке скульптуры, проводимой Обществом французских художников (фр. Societé des Artistes Français), Гран-Пале, Париж. Здесь же в 1973 году получил серебряную медаль за скульптуру «Ева».
В 1975 году получил золотую медаль на выставке Societé des Independants, Salon 75, Париж за работу «Древнегреческий ритм». В том же году выполнил по заказу муниципалитета Неа-Змирни бюст нобелевского лауреата поэта Георгиса Сефериса. Работа не удовлетворила вдову поэта и в открывшейся полемике в прессе вновь всплыла история с портретом Гитлера.
В 1976 году получил золотую медаль на конкурсе «Omaggio A Michelangelo».
В 1980 году получил золотую медаль Академии изящных искусств Флоренции.
После смерти скульптора 10 октября 1990 года, было вскрыто его завещание. Скульптор завещал всё своё состояние на создание музея скульптуры в родном селе Агиос Георгиос Пелиона. В «Муниципальном Музее скульптора Николаса» выставлены некоторые из его лучших работ.